# Saint-Hilaire-Peyroux
Pour les articles homonymes, voir Saint-Hilaire et Peyroux.
Saint-Hilaire-Peyroux (Sent Alari Peiros en occitan, autrefois Saint-Hilaire-le-Peyrou) est une commune française du département de la Corrèze, en région Nouvelle-Aquitaine.
Ses habitants sont les Peyroussiens et Peyroussiennes.

## Géographie
Saint-Hilaire-Peyroux est situé dans le Massif central à mi-chemin de Tulle et de Brive-la-Gaillarde environ à 300 mètres d'altitude.
Elle est limitée au sud par la rivière Corrèze, et dominée au nord-est par le Puy de Derse qui, du haut de ses 470 m d'altitude, offre un remarquable panorama sur la Basse Corrèze à l'ouest et les monts d'Auvergne à l'est.
La commune est traversée par de nombreux affluents tels que le ruisseau des Girodes au nord-ouest, le ruisseau Français à l'est ainsi que la Couze au nord et la Corrèze au sud.
Le bourg est quant à lui situé au centre de la commune. Saint-Hilaire-Peyroux est desservie par la gare d'Aubazine - Saint-Hilaire qui se trouve à 4 km du bourg.
Les communes limitrophes sont  Aubazines, Chameyrat, Cornil, Dampniat, Favars, Malemort, Saint-Germain-les-Vergnes et Sainte-Féréole.
| Sainte-Féréole                   | Favars et Saint-Germain-les-Vergnes | Chameyrat |
| Sainte-Féréole                   | Saint-Hilaire-Peyroux               | Cornil    |
| Malemort-sur-Corrèze et Venarsal | Dampniat                            | Aubazine  |

### Lieux-dits
La commune comprend aussi villages ou lieux-dits : le Peyroux, le Peyroux-Haut, le Grand Bois, le Petit Paris, Saquet, le Tranchat, le Chazal, les Chassagnades, la Milhote, la Bonde, la Boissière, Magrin, Lascaux, Bonnel, Dessas, la Croix de Dessas, le Pont du Chambon, le Chambon, les Noujays, les Tuiles, la Barrière, les Meydiaux, les Gaulies, la Gare d'Aubazine, Fougères, Ladignac, Puypertus, le Bois d'Ort, Meyrat, Bel Air, Brenat, les Escures, Peluchaud, Bourguet, le Pic, la Maisonnade, Sourzat, Latreille, Leyrat, Vieillefond, Bois l'Aiguille, Derse, le Bru, la Gane.

### Climat
Pour des articles plus généraux, voir Climat de la Nouvelle-Aquitaine et Climat de la Corrèze.
Historiquement, la commune est dans une zone de transition entre les climats océaniques aquitain et montagnard.  
En 2020, Météo-France publie une typologie des climats de la France métropolitaine dans laquelle la commune est dans une zone de transition entre le climat océanique altéré et le climat de montagne et est dans la région climatique  Ouest et nord-ouest du Massif Central, caractérisée par une pluviométrie annuelle de 900 à 1 500 mm, maximale en automne et en hiver.
Pour la période 1971-2000, la température annuelle moyenne est de 12,2 °C, avec  une amplitude thermique annuelle de 15,4 °C. Le cumul annuel moyen de précipitations est de 1 131 mm, avec 12,5 jours de précipitations en janvier et 7,4 jours en juillet. Pour la période 1991-2020, la température moyenne annuelle observée sur la station météorologique la plus proche, située sur la commune de Brive-la-Gaillarde à 11 km à vol d'oiseau, est de 12,9 °C et le cumul annuel moyen de précipitations est de 903,9 mm,. Pour l'avenir, les paramètres climatiques de la commune estimés pour 2050 selon différents scénarios d’émission de gaz à effet de serre sont consultables sur un site dédié publié par Météo-France en novembre 2022.

## Urbanisme

### Typologie
Au 1er janvier 2024, Saint-Hilaire-Peyroux est catégorisée commune rurale à habitat dispersé, selon la nouvelle grille communale de densité à 7 niveaux définie par l'Insee en 2022.
Elle est située hors unité urbaine. Par ailleurs la commune fait partie de l'aire d'attraction de Brive-la-Gaillarde, dont elle est une commune de la couronne,. Cette aire, qui regroupe 80 communes, est catégorisée dans les aires de 50 000 à moins de 200 000 habitants,.

### Occupation des sols
L'occupation des sols de la commune, telle qu'elle ressort de la base de données européenne d’occupation biophysique des sols Corine Land Cover (CLC), est marquée par l'importance des territoires agricoles (59,2 % en 2018), en augmentation par rapport à 1990 (58,2 %). La répartition détaillée en 2018 est la suivante : 
forêts (40,8 %), prairies (32,5 %), zones agricoles hétérogènes (26,7 %).
L'évolution de l’occupation des sols de la commune et de ses infrastructures peut être observée sur les différentes représentations cartographiques du territoire : la carte de Cassini (XVIIIe siècle), la carte d'état-major (1820-1866) et les cartes ou photos aériennes de l'IGN pour la période actuelle (1950 à aujourd'hui).

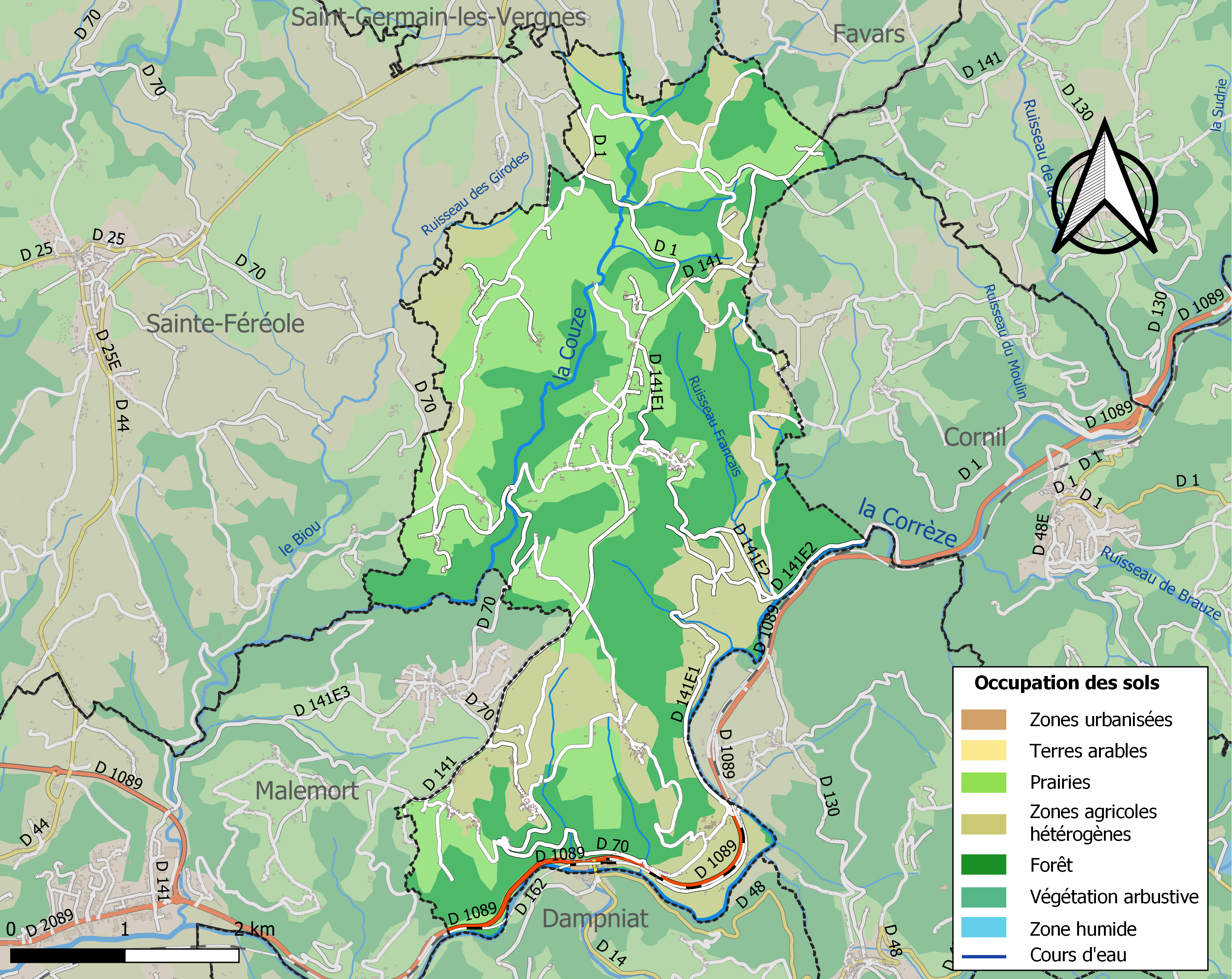
Carte des infrastructures et de l'occupation des sols de la commune en 2018 (CLC).

### Risques majeurs
Le territoire de la commune de Saint-Hilaire-Peyroux est vulnérable à différents aléas naturels : météorologiques (tempête, orage, neige, grand froid, canicule ou sécheresse), inondations, feux de forêts, mouvements de terrains et séisme (sismicité très faible). Il est également exposé à un risque technologique,  le transport de matières dangereuses, et à un risque particulier : le risque de radon. Un site publié par le BRGM permet d'évaluer simplement et rapidement les risques d'un bien localisé soit par son adresse soit par le numéro de sa parcelle.

#### Risques naturels

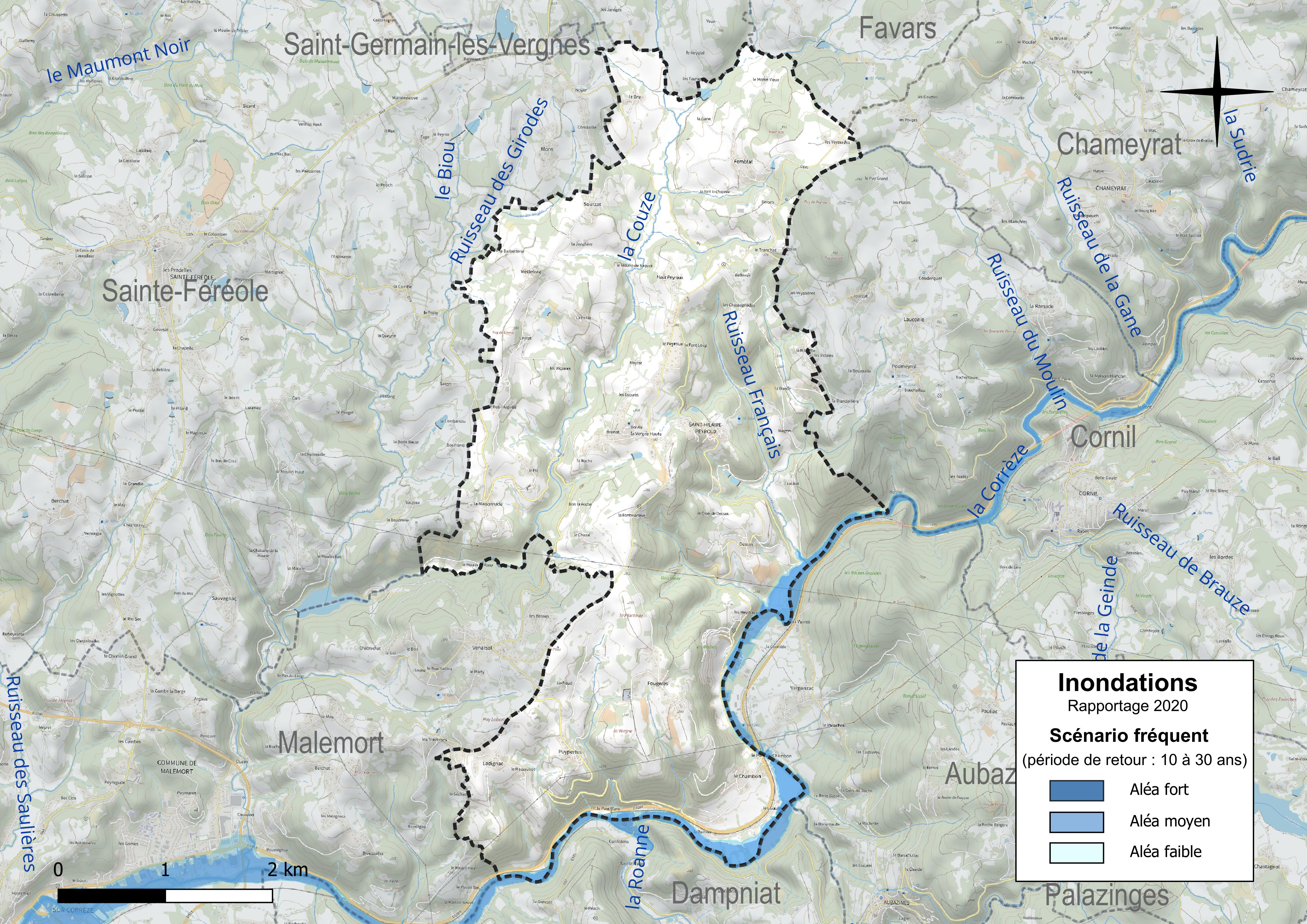
Carte de la zone inondable de la commune définie pour le scénario fréquent, dans le territoire à risque important d’inondation (TRI) Tulle-Brive.

La commune fait partie du territoire à risques importants d'inondation (TRI) de Tulle-Brive, regroupant 20 communes concernées par un risque de débordement de la Corrèze et de la Vézère (17 dans la Corrèze et trois dans la Dordogne), un des 18 TRI qui ont été arrêtés le 11 janvier 2013 sur le bassin Adour-Garonne. Des cartes des surfaces inondables ont été établies pour trois scénarios : fréquent (crue de temps de retour de 10 ans à 30 ans), moyen (temps de retour de 100 ans à 300 ans) et extrême (temps de retour de l'ordre de 1 000 ans, qui met en défaut tout système de protection). La commune a été reconnue en état de catastrophe naturelle au titre des dommages causés par les inondations et coulées de boue survenues en 1982, 1993, 1999 et 2001,. Le risque inondation est pris en compte dans l'aménagement du territoire de la commune par le biais du plan de prévention des risques (PPR) inondation « Corrèze amont », approuvé le 9 octobre 2006. 

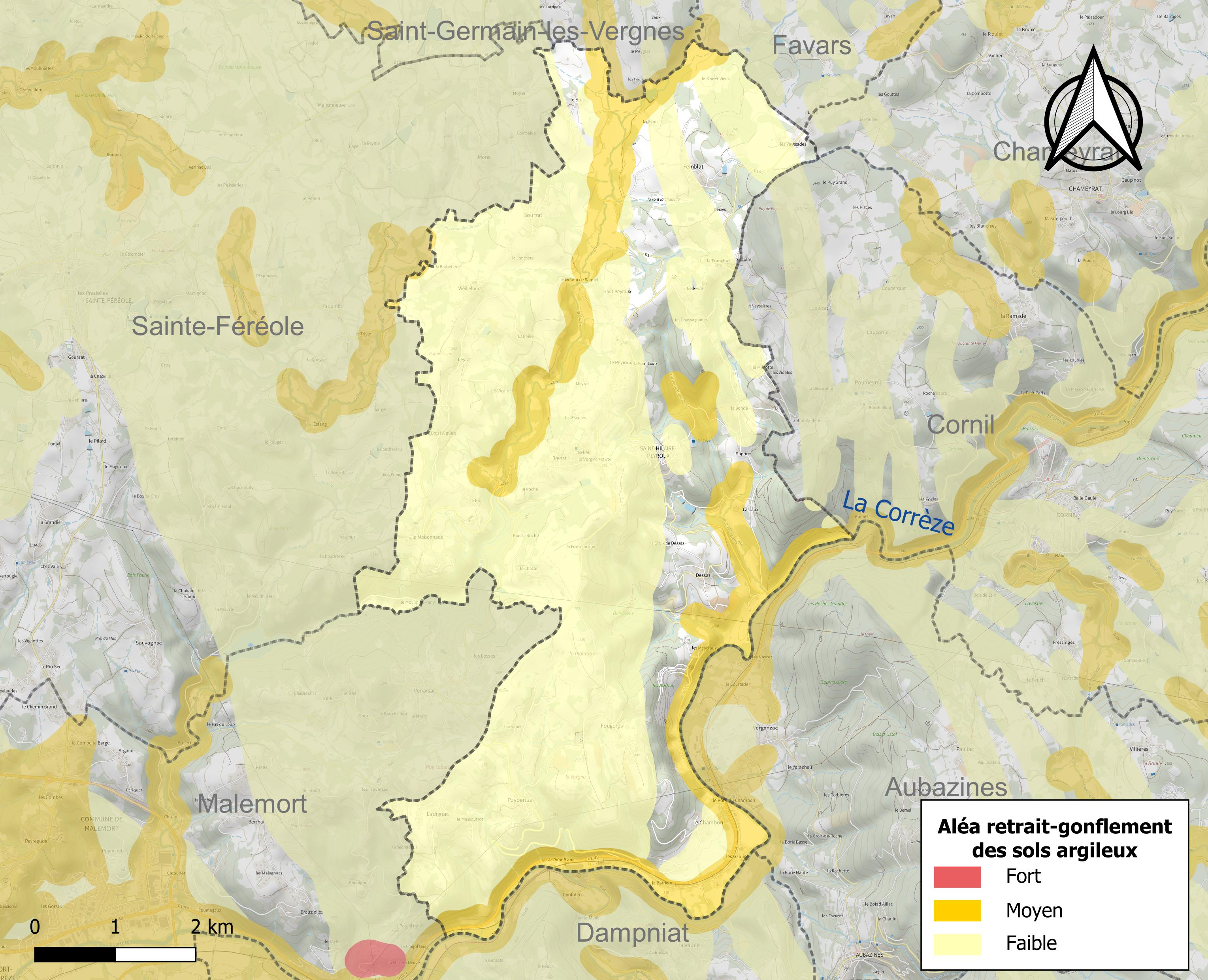
Carte des zones d'aléa retrait-gonflement des sols argileux de Saint-Hilaire-Peyroux.

La commune est vulnérable au risque de mouvements de terrains constitué principalement du retrait-gonflement des sols argileux. Cet aléa est susceptible d'engendrer des dommages importants aux bâtiments en cas d’alternance de périodes de sécheresse et de pluie. 17,5 % de la superficie communale est en aléa moyen ou fort (26,8 % au niveau départemental et 48,5 % au niveau national). Sur les 466 bâtiments dénombrés sur la commune en 2019,  36 sont en aléa moyen ou fort, soit 8 %, à comparer aux 36 % au niveau départemental et 54 % au niveau national. Une cartographie de l'exposition du territoire national au retrait gonflement des sols argileux est disponible sur le site du BRGM,.
Concernant les feux de forêt, aucun plan de prévention des risques incendie de forêt (PPRIF) n’a été établi en Corrèze, néanmoins le code de l’urbanisme impose la prise en compte des risques dans les documents d’urbanisme. Le périmètre des servitudes d'utilité publique et des zones d'obligation légale de débroussaillement pour les particuliers est quant à lui défini pour la commune dans une carte dédiée. 
Concernant les mouvements de terrains, la commune a été reconnue en état de catastrophe naturelle au titre des dommages causés par la sécheresse en 2020 et par des mouvements de terrain en 1999.

#### Risques technologiques
Le risque de transport de matières dangereuses sur la commune est lié à sa traversée par une canalisation de transport d'hydrocarbures. Un accident se produisant sur une telle infrastructure est susceptible d’avoir des effets graves sur les biens, les personnes ou l'environnement, selon la nature du matériau transporté. Des dispositions d’urbanisme peuvent être préconisées en conséquence.

#### Risque particulier
Dans plusieurs parties du territoire national, le radon, accumulé dans certains logements ou autres locaux, peut constituer une source significative d’exposition de la population aux rayonnements ionisants. Certaines communes du département sont concernées par le risque radon à un niveau plus ou moins élevé. Selon la classification de 2018, la commune de Saint-Hilaire-Peyroux est classée en zone 2, à savoir zone à potentiel radon faible mais sur lesquelles des facteurs géologiques particuliers peuvent faciliter le transfert du radon vers les bâtiments. 

## Toponymie
Vers 1179-1180, le village s’appelait De Sancto Hylario puis Sancti Ylarii vers 1315. Au XVe siècle on trouve le village sous trois noms, soit Sanctus Yllarius Del Peyro, soit Prope Obazinam ou encore Prope Derssas.
- Saint-Hilaire de Saint Hilaire de Poitiers.
- Peyroux ; appelé Del Peyro au XVe siècle qui vient de peiros « pierreux » qui est le nom d'un village (Le Peyroux) de la commune, en différenciation avec les autres communes portant le nom de Saint-Hilaire.

## Histoire
La commune s'appelle Saint-Hilaire-Peyroux en l'honneur de l'évêque Hilaire de Poitiers et  tire le nom Peyroux de l'ancienne paroisse du Peyroux (village autrefois réputé pour ses foires) qui veut dire pierreux en occitan.
La commune possédait autrefois beaucoup de bâtiments religieux qui furent la plupart détruits. Il y avait par exemple autrefois une chapelle au Peyroux, au Pic ainsi qu'à l'Estang. A Derse, fut fondé le monastère féminin Saint-Jean de Derses dont on nous a laissé l'historique dans ce document  . C’était une communauté de filles fondée par la maison de Malemort (2e moitié du XIIe siècle) et dépendant de l’abbaye cistercienne de l’Esclache, diocèse de Clermont. On parle d’un autre prieuré, d’hommes, bénédictin et nommé Cerzas-Echizac. On suppose que cette maison était à Dessas, sur la route du pont du Chambon à Saint Hilaire. On n’en sait que le patron, saint Idelpey.
Son logo est une pêche car la commune était anciennement réputée pour sa culture de la pêche de race « Saint-Hilaire ».
Sous la Révolution française, pour suivre un décret de la Convention, la commune change de nom pour s'appeler Le Peyrou-Marat.

### Catastrophes naturelles
- 5 au 6 juillet 2001 : inondations et coulées de boue.
- 25 au 29 décembre 1999 : inondations, coulées de boue et mouvements de terrain.
- 5 au 6 juillet 1993 : inondations et coulées de boue.
- 6 au 10 novembre 1982 : tempête.

## Politique et administration

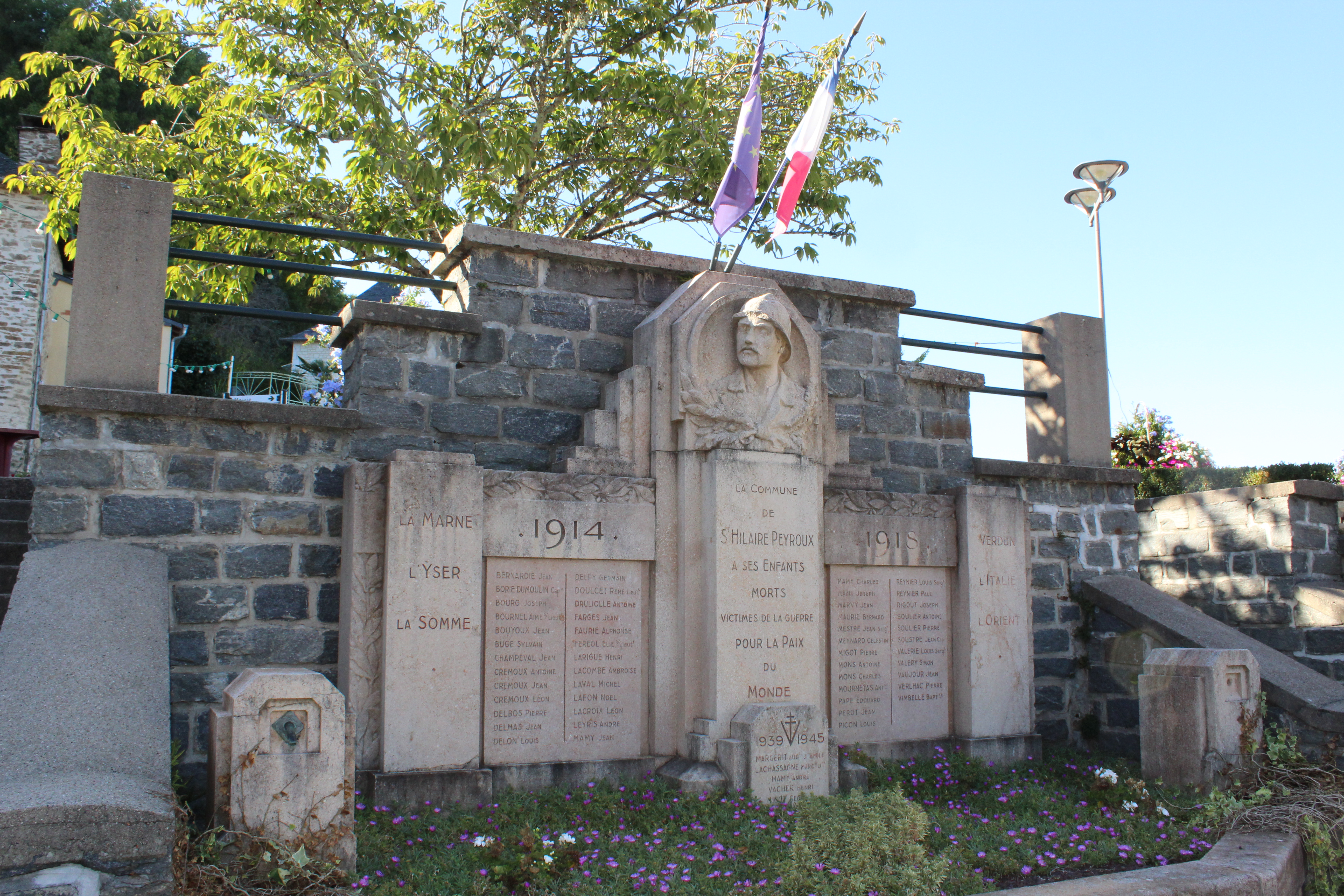
Le monument aux morts.

### Liste des maires
| Période         | Période         | Identité              | Étiquette | Qualité |
| --------------- | --------------- | --------------------- | --------- | --- |
| 1868            | 1876            | Joseph-Louis Salviat  | ..        | |
| 1876            | 1888            | Pierre Aucony         | ..        | |
| 1888            | 1892            | Maximin Escure        | ..        | |
| 1892            | 1896            | Pierre Aucony         | ..        | |
| 1896            | 1919            | Etienne Mons          | ..        | |
| 1919            | 1935            | Pierre Buge           | ..        | |
| 1935            | 1959            | Germain Bernadie      | ..        | |
| 1959            | 1983            | Antoine Rol           | ..        | |
| 1983            | 1993            | René Maury            | PS        | |
| 1993            | 13 octobre 2020 | Jean-Claude Peyramard | PS        | Employé de banque retraité Conseiller départemental du canton de Naves (2015-2020) Décédé en cours de mandat |
| 13 octobre 2020 | En cours        | Agnès Bourg           | DVG       | |

### Jumelages
- Schopfloch (Allemagne) depuis 2010[24].

Un espace y est aussi consacré à l'entrée de la commune, comportant un petit parc. On y trouve entre autres un panneau de type allemand  indiquant la distance entre Saint-Hilaire-Peyroux et Schopfloch.

### Politique environnementale
Dans son palmarès 2024, le Conseil national de villes et villages fleuris de France a attribué deux fleurs à la commune.

## Démographie
L'évolution du nombre d'habitants est connue à travers les recensements de la population effectués dans la commune depuis 1793. Pour les communes de moins de 10 000 habitants, une enquête de recensement portant sur toute la population est réalisée tous les cinq ans, les populations de référence des années intermédiaires étant quant à elles estimées par interpolation ou extrapolation. Pour la commune, le premier recensement exhaustif entrant dans le cadre du nouveau dispositif a été réalisé en 2008.

En 2022, la commune comptait 997 habitants, en évolution de +3,21 % par rapport à 2016 (Corrèze : −0,59 %, France hors Mayotte : +2,11 %).
| 1793  | 1800  | 1806  | 1821  | 1831  | 1836  | 1841  | 1846  | 1851  |
| ----- | ----- | ----- | ----- | ----- | ----- | ----- | ----- | ----- |
| 1 382 | 1 324 | 1 414 | 1 529 | 1 619 | 1 648 | 1 640 | 1 715 | 1 700 |

| 1856  | 1861  | 1866  | 1872  | 1876  | 1881  | 1886  | 1891  | 1896  |
| ----- | ----- | ----- | ----- | ----- | ----- | ----- | ----- | ----- |
| 1 623 | 1 503 | 1 539 | 1 389 | 1 416 | 1 531 | 1 510 | 1 491 | 1 534 |

| 1901  | 1906  | 1911  | 1921  | 1926  | 1931  | 1936  | 1946  | 1954  |
| ----- | ----- | ----- | ----- | ----- | ----- | ----- | ----- | ----- |
| 1 555 | 1 573 | 1 615 | 1 527 | 1 587 | 1 533 | 1 535 | 1 207 | 1 064 |

| 1962  | 1968  | 1975 | 1982 | 1990 | 1999 | 2006 | 2008 | 2013 |
| ----- | ----- | ---- | ---- | ---- | ---- | ---- | ---- | ---- |
| 1 033 | 1 011 | 854  | 787  | 807  | 790  | 875  | 899  | 956  |

| 2018 | 2022 | - | - | - | - | - | - | - |
| ---- | ---- | - | - | - | - | - | - | - |
| 990  | 997  | - | - | - | - | - | - | - |

## Économie
L'économie de la commune est marquée par la présence d'une cartonnerie industrielle, à la confluence de la Roanne et de la Corrèze, à la limite de la commune voisine de Dampniat.

## Personnalités liées à la commune
- Le conventionnel Jacques Brival (1751-1820), né à Saint-Hilaire-Peyroux.
- Jean-Joseph Brival : l'oncle de Jacques Brival, jésuite, d'abord professeur de philosophie à Poitiers, puis successivement curé de Palazinges et de Lapleau, fut élu, après avoir juré la constitution civile du clergé, évêque de Tulle grâce aux intrigues de son neveu. Homme sans grand caractère, on le surnomma « l'évêque de la Solane ». Il se retira, à la fin de la Révolution, dans son village natal, Saint-Hilaire-Peyroux, et y mourut en 1800 dans la pauvreté et l'oubli.
- Le baron Dubois de Saint-Hilaire : il fut au XVIIIe siècle, un des promoteurs de la culture de la pomme de terre en Limousin.

## Héraldique
| Saint-Hilaire-Peyroux | Son blasonnement est : D'azur à trois arbres d'argent, au franc-canton coticé d'or et de gueules de douze pièces. |

## Lieux et monuments
Le château du Bourg disparu est mentionné au XIIIe siècle dans la part d'héritage d'Aimeric de Malemort. Il fut vendu à la maison de Turenne au XIVe siècle.
- Église romane dédiée à saint Hilaire de Poitiers : elle fut ravagée par un incendie dans la nuit du 4 au 5 juillet 1827 et a subi de ce fait de nombreuses mutilations. Il ne reste de franchement roman que le chœur avec ses contreforts plats, sa corniche, ses corbeaux grimaçants. La voûte est tombée, le sanctuaire qui était sans doute en hémicycle a été remplacé par un autre en carré long. Le clocher a été refait en 1891 : on détruisit alors, contre le gré du curé absent un vieux portail à voussures dont aucun débris ne permet de préciser l'époque.
- Chapelle de Fougères : bâtiment édifié en 1476 par les frères Étienne et Jean de Lage, tailleurs de pierre.
- La bascule du Peyroux :  c'est monsieur Bernardie vivant dans le village du Peyroux qui eut l'idée de former une petite société de 5 membres de la commune pour pouvoir acheter une bascule et construire l’édifice en 1893 sur un terrain lui appartenant. En 1892, on acheta une bascule d’occasion de 5 tonnes de puissance et on édifia une maisonnette carrée, bâtie en pierre du village voisin de Derses reliées par du tuf trouvé sur place, une charpente à 4 dièdres en châtaignier du pays, couverte en ardoise de Travassac, à quelques lieues de là. Cette bascule n'était pas située ici par hasard, elle permettait de peser les animaux d'élevage pour ensuite les vendre aux foires du Peyroux qui se déroulaient dans le terrain mitoyen. Le bâtiment a été rénové en 2013 par la commune, elle peut maintenant être visitée librement. On a pu remarquer que le mécanisme de pesée fonctionne toujours. Des panneaux présentatifs de la bascule et des foires peuvent être lus à l'intérieur.
- Mines du Chambon.
- Château du Bourguet.
- Le pont Blanc : ancien pont permettant de traverser la Corrèze pour rejoindre l'ancienne gare de Bonnel, il y passait autrefois la N 89 quand le tunnel de Bonnel n'existait pas.
- École de Bel-Air : l'école de Saint-Hilaire-Peyroux a la particularité d'être située en dehors du Bourg de la commune à environ 1 km à Bel-Air. Elle faisait office de mairie aussi jusqu'au XXe siècle. Il y avait une autre école à deux classes située à la gare d'Aubazine.

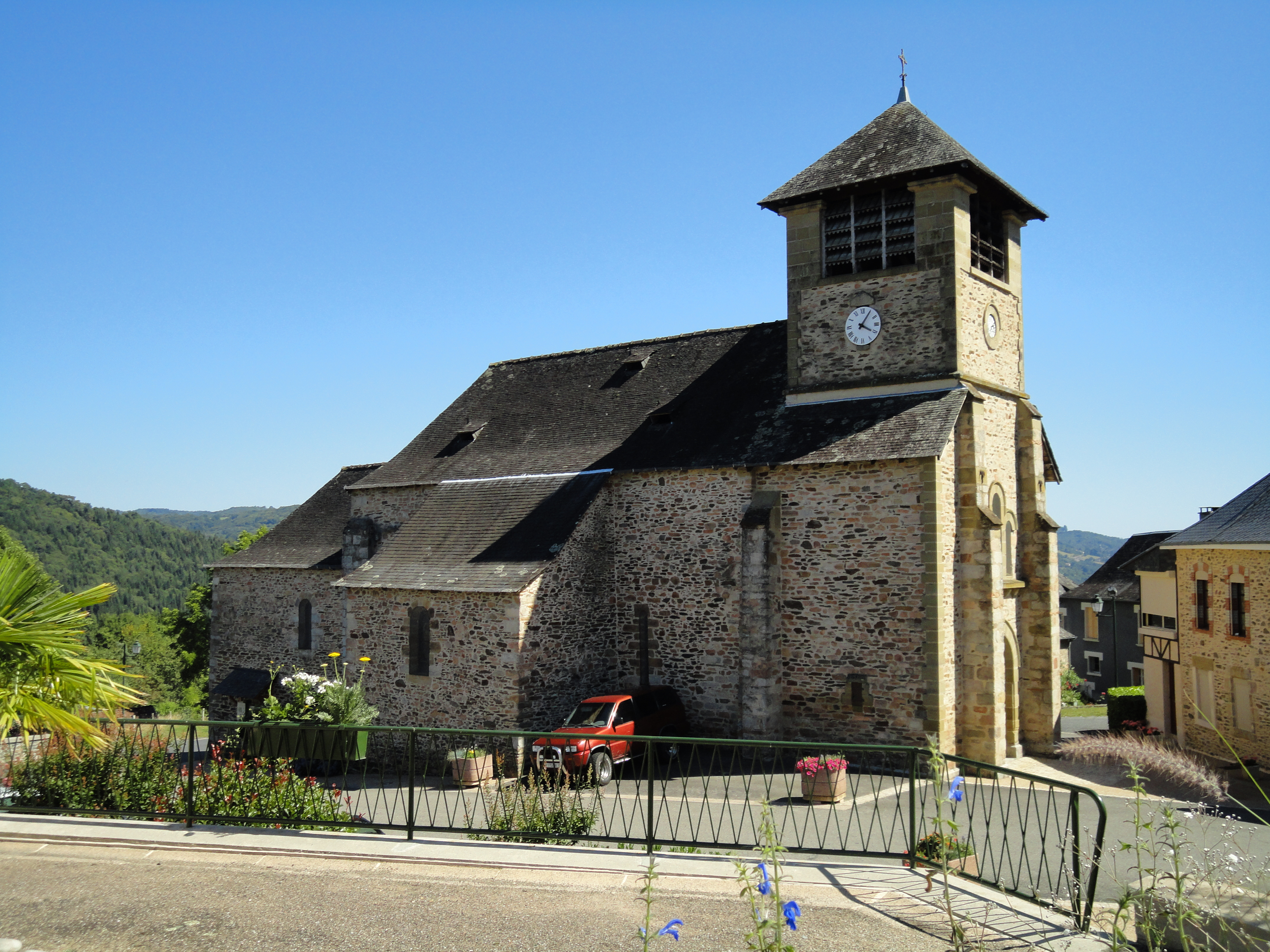
Église du XIXe siècle.
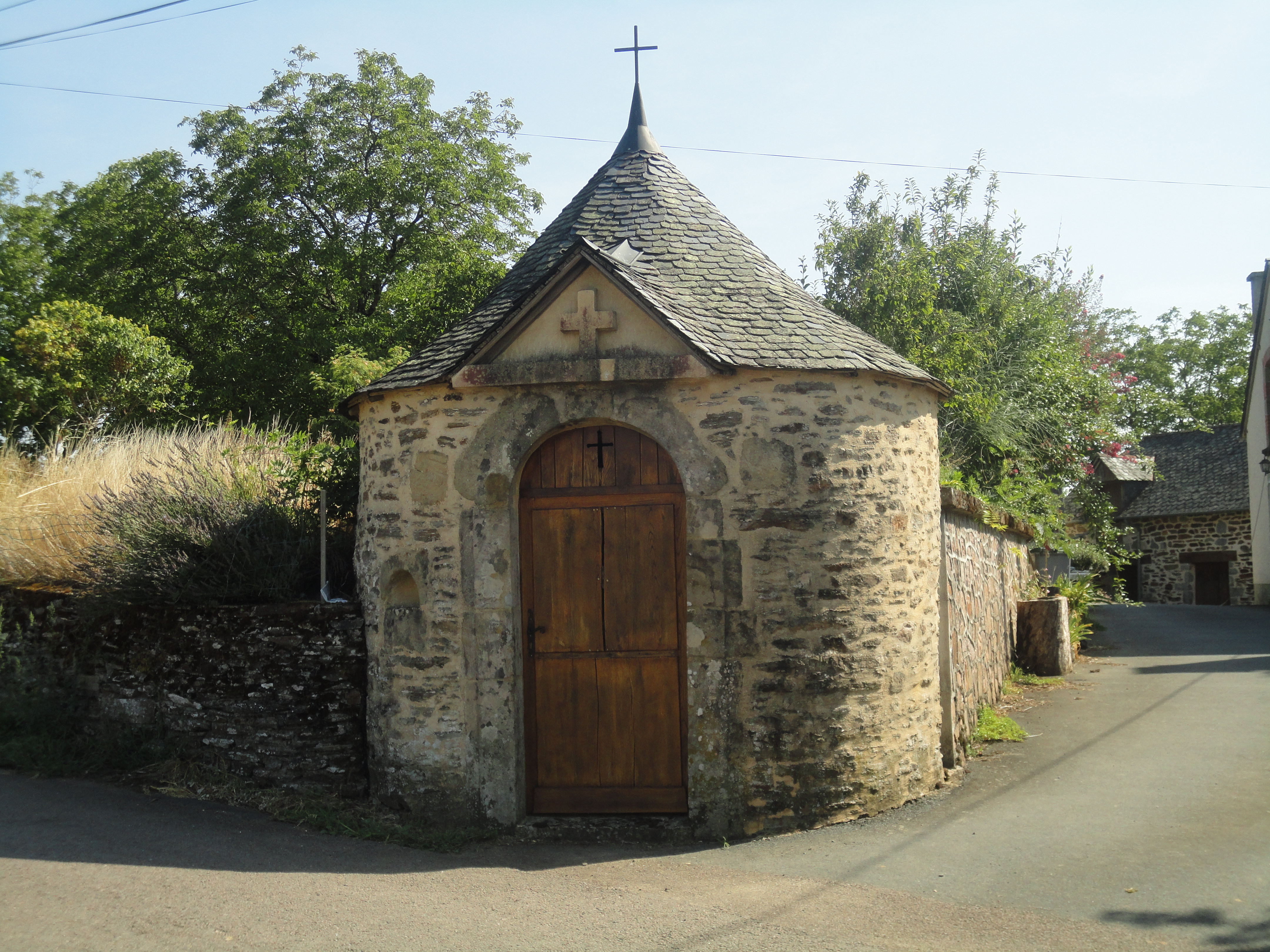
Chapelle de Fougères
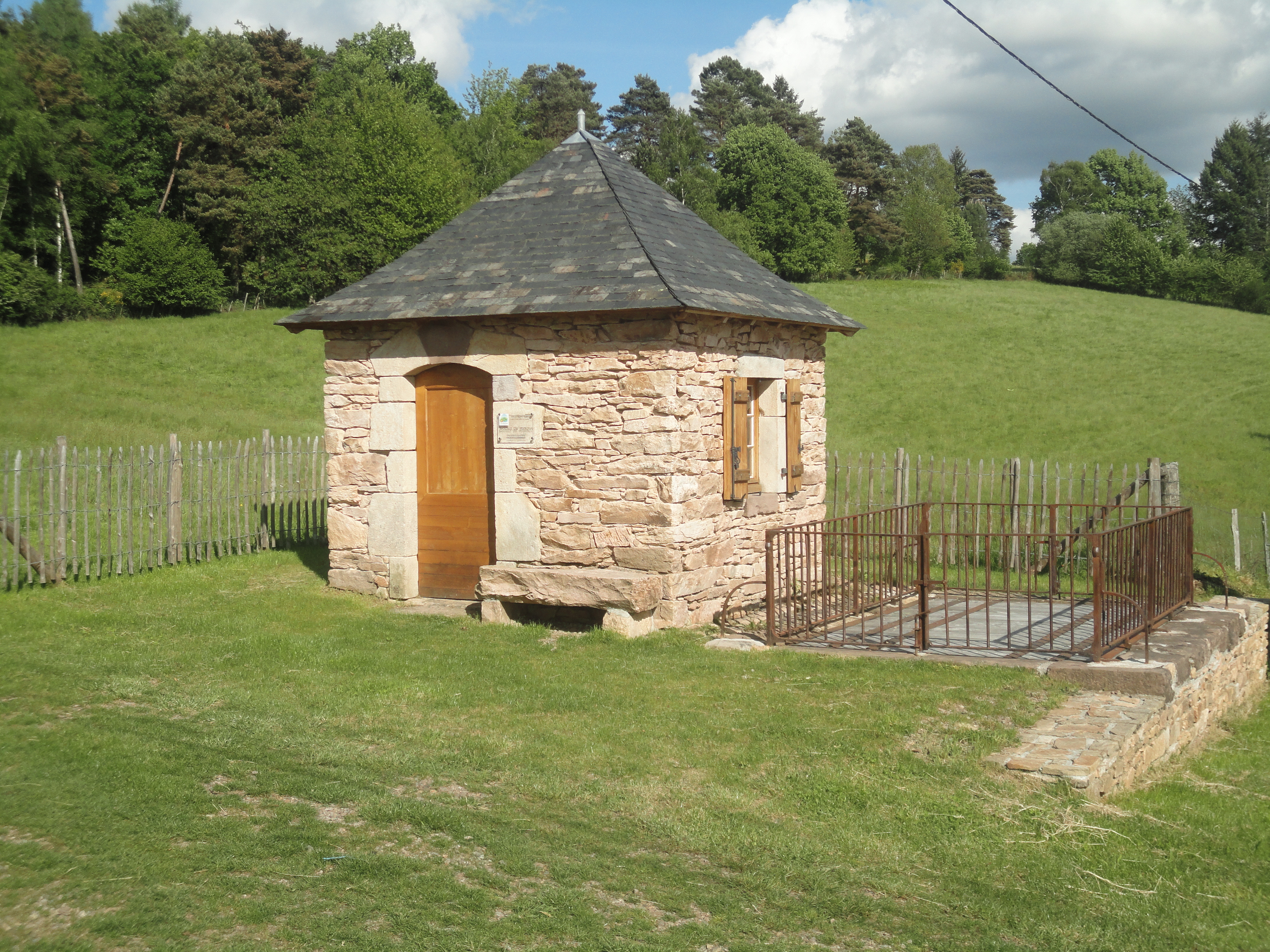
Bascule du Peyroux.
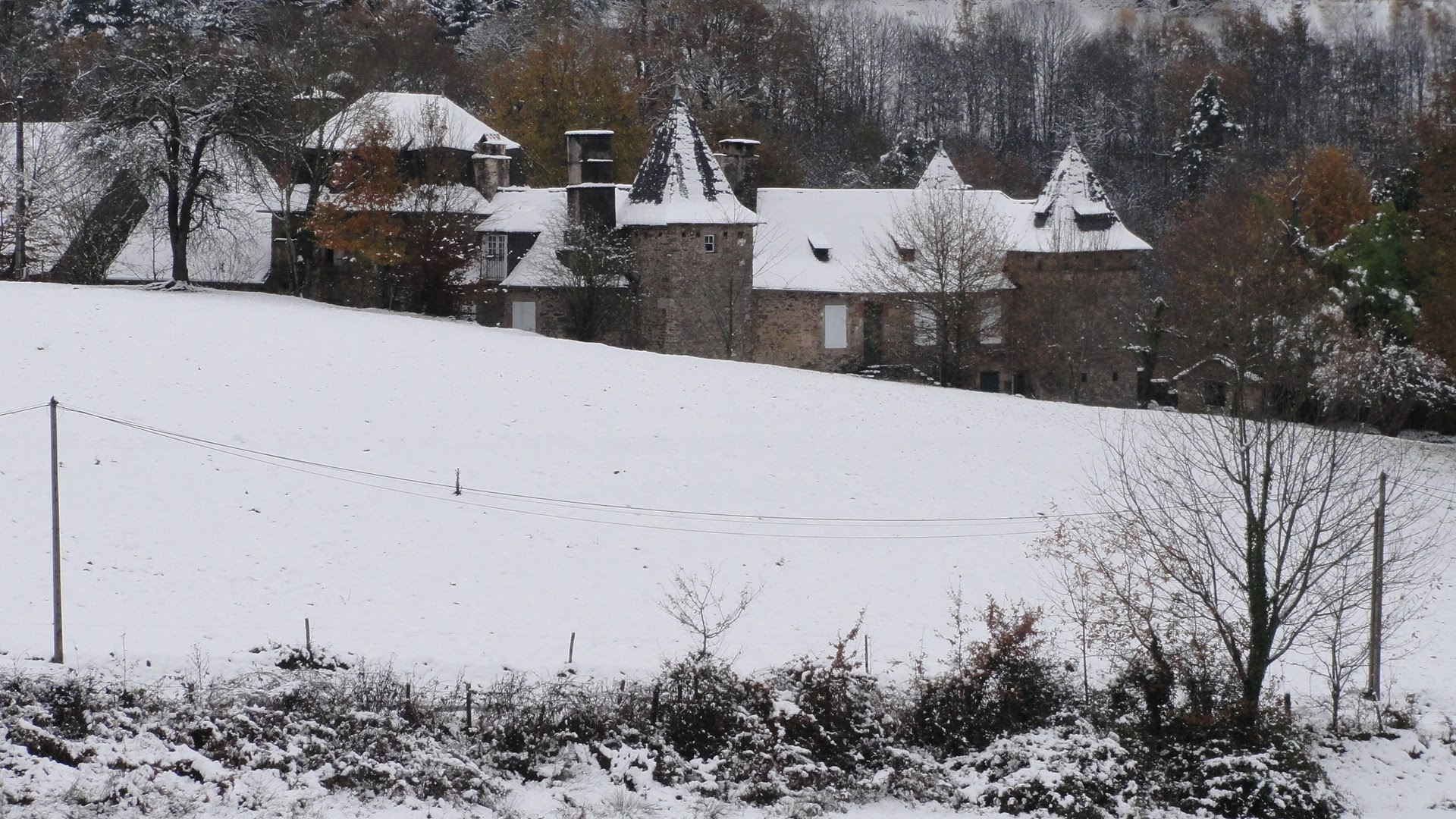
Château du Bourguet.

## Sports

### Randonnées pédestres
Deux circuits sont tracés sur la commune inscrits dans le Plan départemental des itinéraires de promenade et de randonnée (PDIPR) : « De crête en vallons » : 12 km (balisage bleu) 3 h ; « Des vergers aux berges de la Corrèze » : 11 km (balisage rose) 3 h 30
Il y a deux autres circuits tracés non inscrits dans le PDIPR :
- le tour de la commune » : 23 km (balisage jaune) ;
- circuit Orange » : (balisage orange).

Le départ des 4 circuits est à la place de l'Église.

### Canoë-kayak
Il y a aussi un arrêt de canoë-kayak avec abris pour canoéiste et coin pique-nique sur la Corrèze dans le secteur  du Ponceau proche de Bonnel à Saint-Hilaire-Peyroux.

## Films
En 1985 et 1987, une équipe du Foyer de Saint-Hilaire-Peyroux, accompagnée des moyens humains et techniques de la fédération des Œuvres laïques de la Corrèze, a sillonné la commune pour collecter sur support vidéo des pratiques et traditions populaires de cette époque. De cette collecte, deux films ont été réalisés sur cassette VHS. La qualité des images, du montage, de l'illustration sonore ont valu au premier film d'être remarqué par Pierre Bonte qui en a diffusé de larges extraits sur TF1, au cours de son émission « C'est tout Bonte » en janvier 1986.
Plus de 20 ans après, en 2008, ces films ont été rénovés sur DVD.
- Le siècle venait de naître (1985).
- Les blés d'or (1987).

## Philatélie
Une carte postale représentant la place de l'Église et l'ancien bureau de poste a été émise en 1900.

## Galerie de photos
<

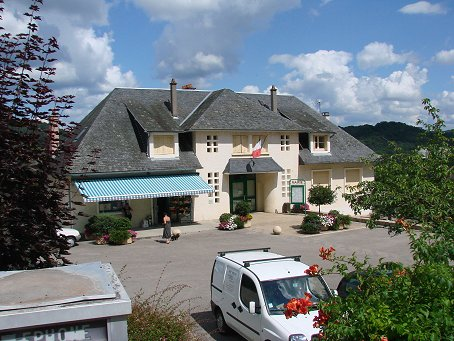
Mairie de Saint-Hilaire-Peyroux.
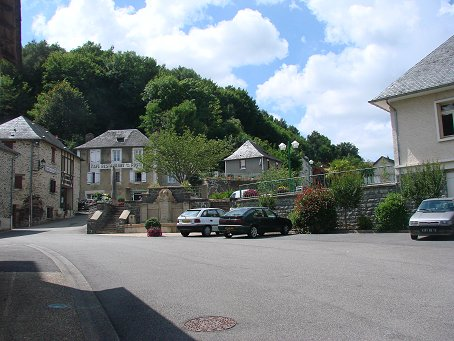
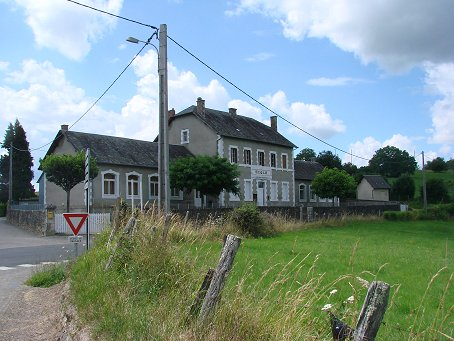
École de Bel-Air.
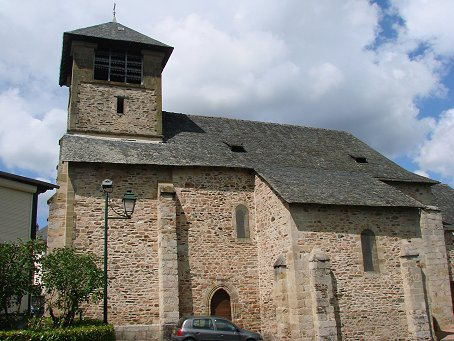
Église.
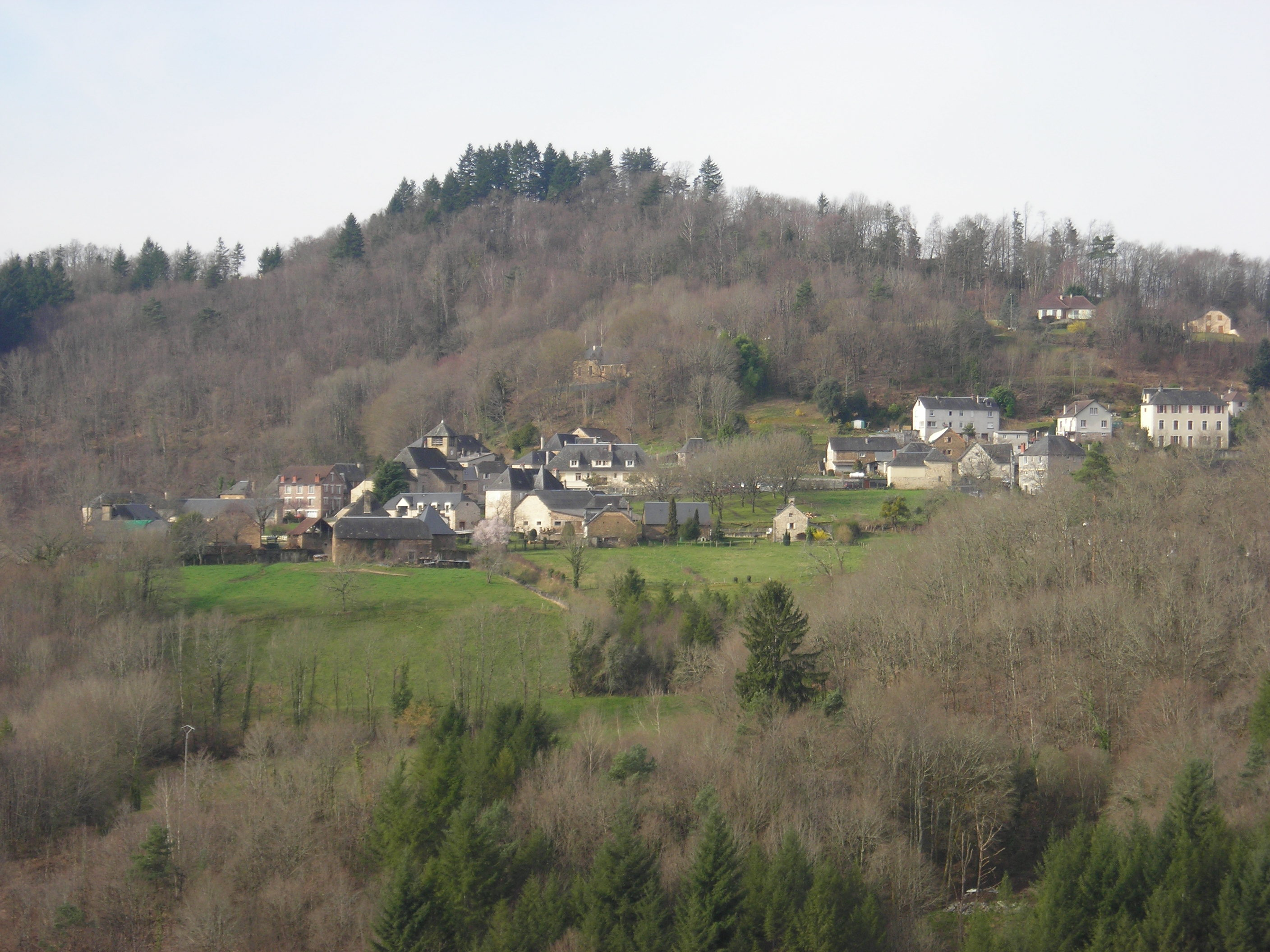
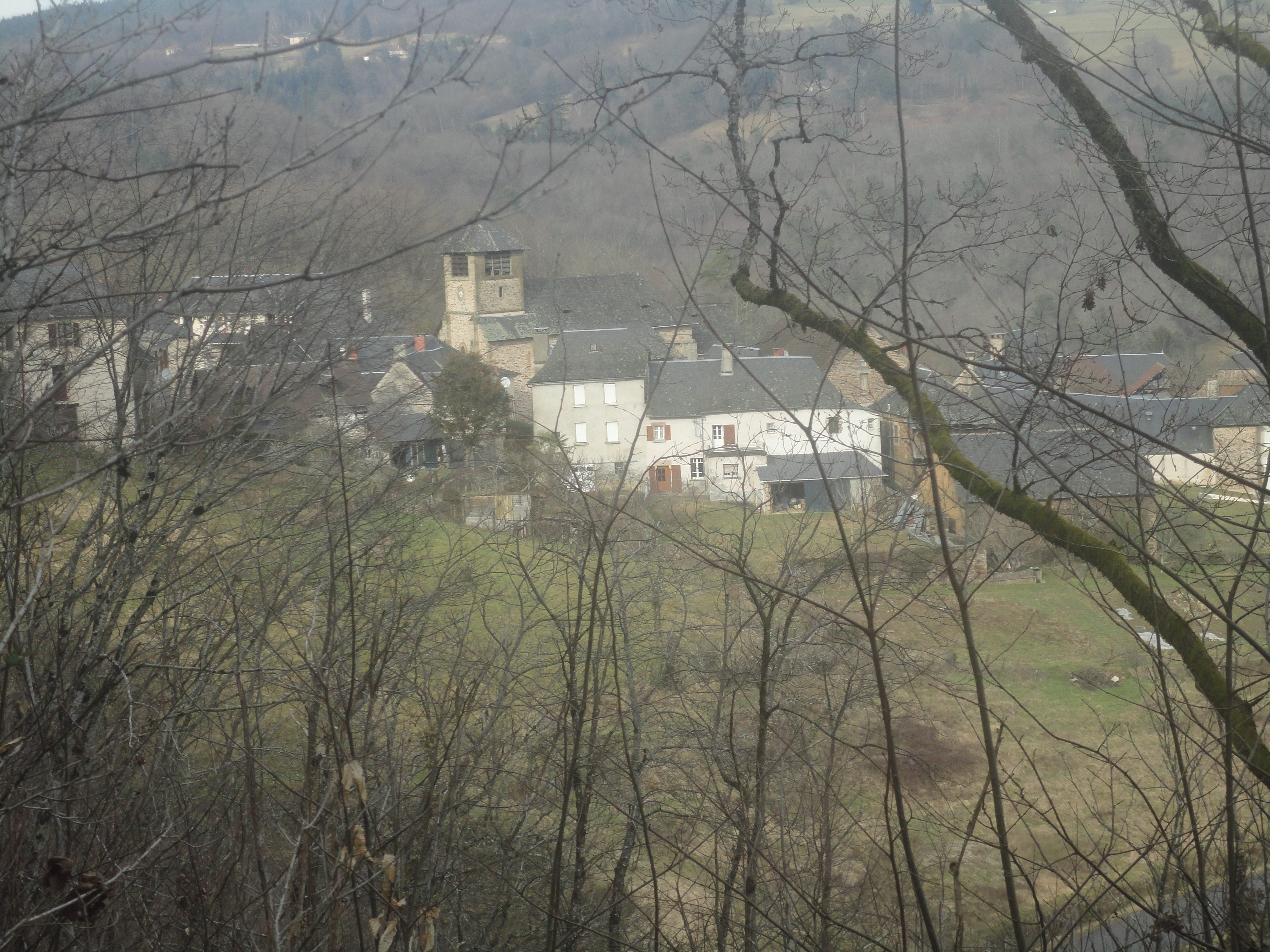
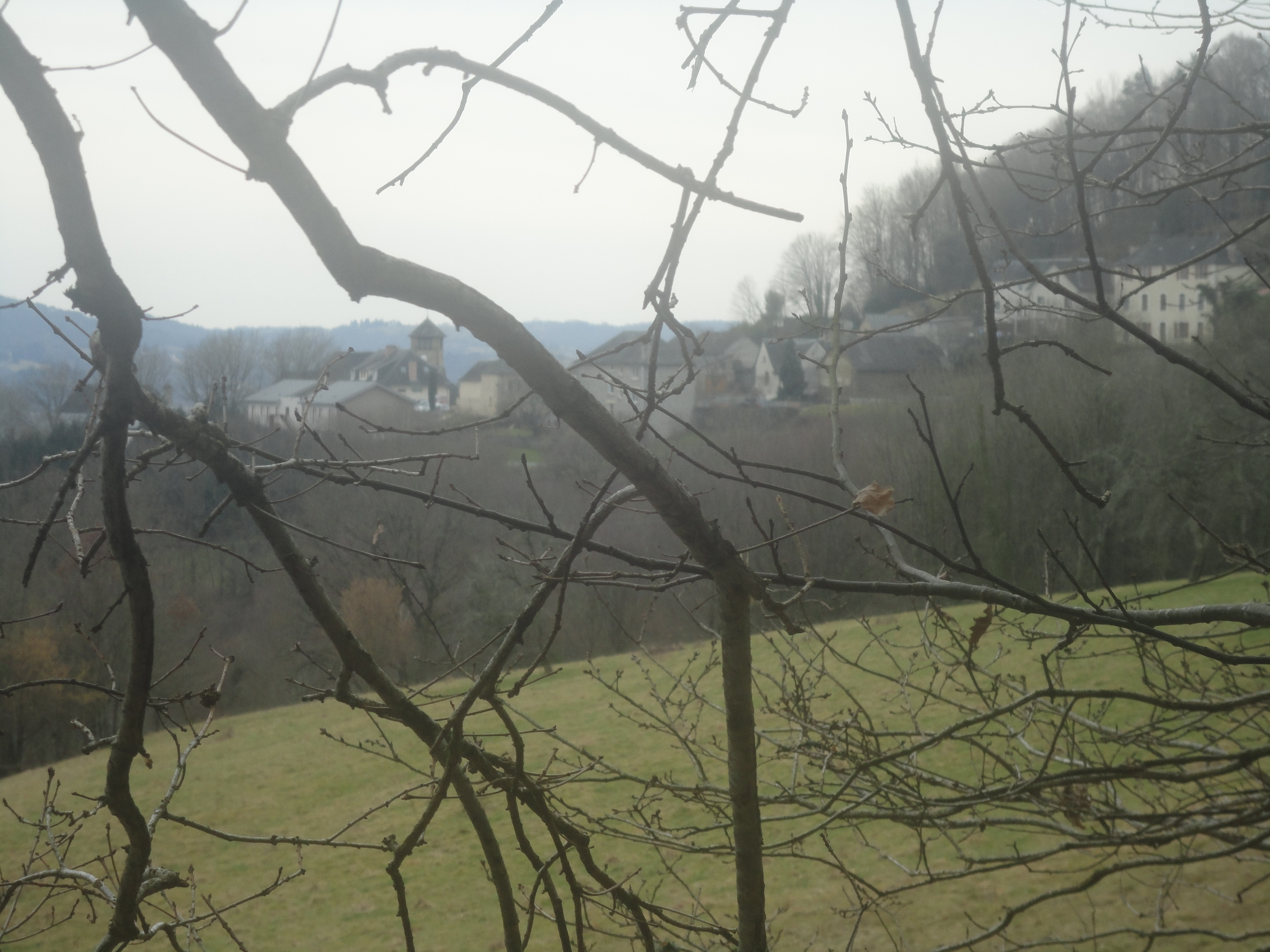
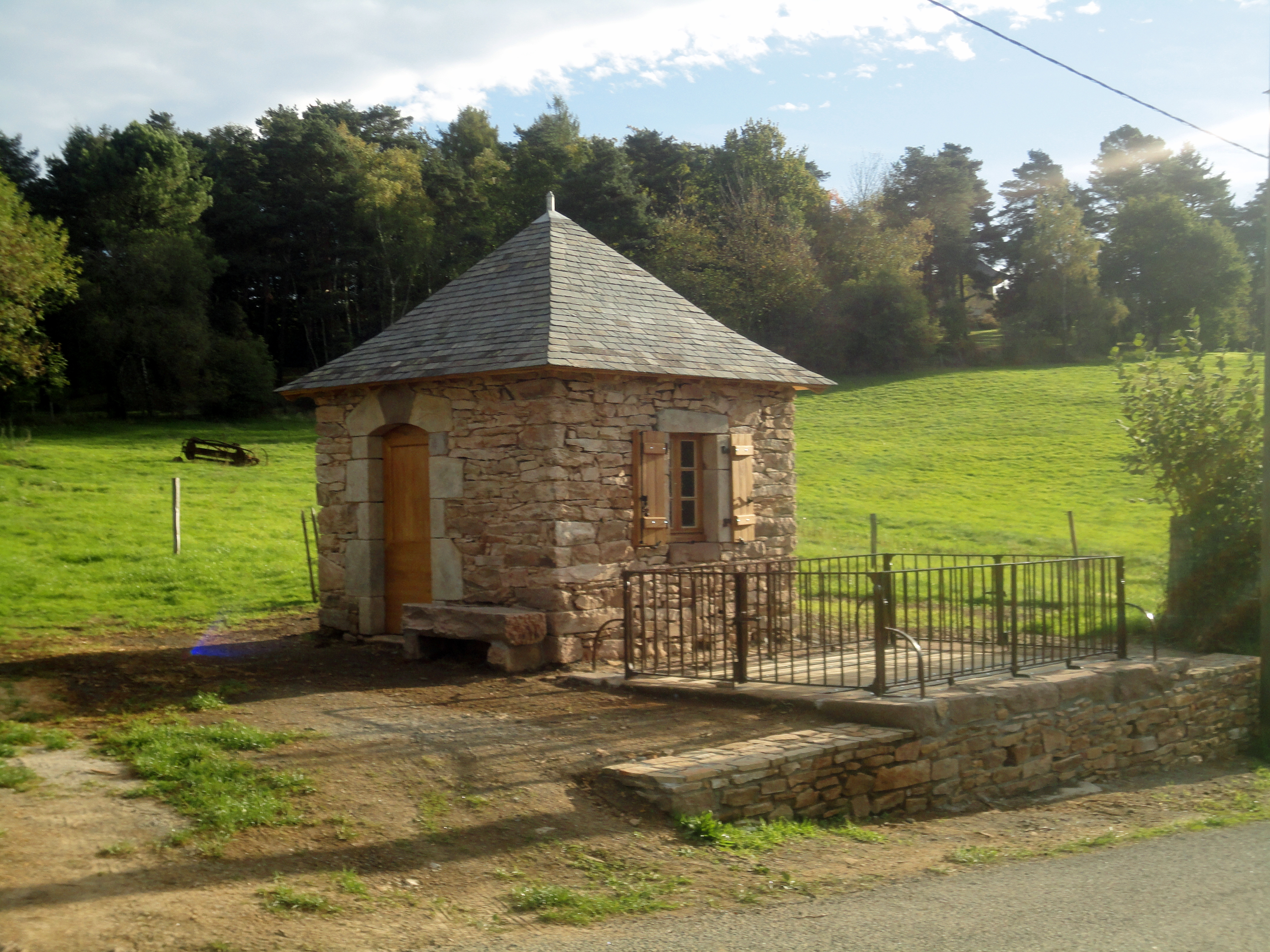
Bascule du Peyroux.